# IC 2652
IC 2652 ist eine Elliptische Galaxie vom Hubble-Typ E0 mit aktiven Galaxienkern im Sternbild Löwe auf der Ekliptik. Sie ist schätzungsweise 914 Millionen Lichtjahre von der Milchstraße entfernt und hat einen Durchmesser von etwa 135.000 Lichtjahren.
Im selben Himmelsareal befinden sich u. a. die Galaxien IC 2646, IC 2654, IC 2656, IC 2660.
Das Objekt wurde am 27. März 1906 von Max Wolf entdeckt.